# Lo stagno delle ninfee, armonia verde
Lo stagno delle ninfee, armonia verde è un dipinto ad olio su tela realizzato nel 1899 dal pittore francese Claude Monet e attualmente conservato al Musée d'Orsay di Parigi. Il quadro è stato realizzato durante il soggiorno del pittore a Jeu de Paume.

## Descrizione
Il soggetto è ispirato al giardino acquatico in stile giapponese che Monet aveva creato presso Giverny, e che è stato uno dei suoi oggetti di studio principali per più di 20 anni. Lo scopo del pittore era quello di osservare e ritrarre lo stesso scenario svariate volte, in orari del giorno e condizioni meteorologiche differenti, così da catturarne ogni sfaccettatura. Esistono infatti circa 250 dipinti dedicati alle ninfee e 31 dedicati alla Cattedrale di Rouen, per citarne alcuni.
Lo spazio pittorico è diviso orizzontalmente in due parti da un ponticello di legno, decorato da vegetazione. Il fatto che non sia rettilineo ma formi una curva fa in modo che l’elemento architettonico sia in armonia con il paesaggio e non ne spezzi l’equilibrio.
Le tonalità predominanti sono quelle del verde, la cui intensità e brillantezza cambia a seconda dell’effetto che la luce provoca sugli elementi naturali. Le chiome degli alberi e lo stagno presentano tonalità di verde scuro e blu che conseguono all’obiettivo di creare profondità, mentre il verde chiaro e il giallo sono utilizzati per creare i riflessi luminosi sulle foglie e sull’acqua. Sul ponte si osservano sfumature di verde molto chiaro, quasi bianco, poiché in estate veniva ricoperto dal glicine.
Le ninfee dello stagno non sono costituite da tratti precisi, bensì da pennellate bianche, rosa e talvolta rosse, macchie di colore accostate l’una all’altra che insieme concorrono a rendere la delicatezza del fiore. Altri elementi rilevanti nel dipinto sono il salice alla sinistra e i fili d’erba in basso a destra. Il primo spicca sugli altri alberi per via delle numerose e brevi pennellate verticali che costituiscono la struttura del suo fogliame. I secondi invece sono realizzati con tratti verticali ma lunghi, che riprendono la curva del ponte conferendo all’opera maggiore armonia.
Monet si firma quasi sempre con colori che risaltino su quelli usati nel quadro: qui in basso a sinistra la possiamo vedere poiché scritta in rosso. Il pittore ha realizzato una serie di quadri nei quali ha dipinto sempre questo stesso paesaggio, cambiando però il punto di vista: nei primi infatti, il ponte si trova più in lontananza rispetto alle ultime rappresentazioni, dove viene disegnato al centro del quadro.
Gli alberi sullo sfondo sono salici, canne, nasturzi ed il paesaggio risulta essere un luogo idilliaco, pervaso da un clima di serenità. I colori cambiano in ogni quadro della serie: in alcuni accanto al verde, per esempio, domina il giallo, in altri l’azzurro, e in altri ancora il rosso.